# まむしの兄弟 刑務所暮し四年半
『まむしの兄弟 刑務所暮し四年半』（まむしのきょうだい むしょぐらしよねんはん）は、1973年2月17日に公開された日本の映画。製作は東映（京都撮影所）。　

## 概要
シリーズ五作目

## キャスト
- 政太郎 - 菅原文太
- 勝 - 川地民夫
- 倉石たか - 三益愛子
- 倉石優子 - 浜木綿子
- 倉石真吉 - 渡瀬恒彦
- 倉石ユキコ - 鎌田和佐
- 芝江多三郎 - 小松方正
- 村井 - 待田京介
- 富田 - 高宮敬二
- 花江 - 三島ゆり子
- 洋子 - 女屋実和子
- マキ - ひし美ゆり子
- 白石 - 鈴木金哉
- 板垣 - 久田雅臣
- 安本 - 林彰太郎
- 吉岡 - 宇崎尚韶
- 鉄 - 曽根晴美
- 金 - 丘路千
- 銀 - 北川俊夫
- 桂 - 福本清三
- メケ - 久保浩
- トンボ - 流健二郎
- ピン - 大矢正利
- ゾロ - 山下義明
- 古井 - 遠藤辰雄
- 若井 - 野口貴史
- ポン引き - 大泉滉
- ポン引きの女房 - 丸平峰子
- 易者 - 江波多寛児
- 下駄屋 - 南利明
- トルコマネージャー - 大木晤郎
- 刑事 - 有川正治
- 名古屋のバーのホステス - 牧淳子、橋本房枝、穂積かや、東映子、星野美恵子
- バー・優子のホステス - 丘夏子、那智映美
- タクシー運転手 - 宮城幸生
- 巡査 - 古閑達則
- 医者 - 疋田泰盛
- 真吉の子分 - 和泉健太郎
- 屋台の親父 - 島田秀雄

## スタッフ
- 監督 - 山下耕作
- 脚本 - 野上龍雄
- 企画 - 俊藤浩滋、橋本慶一、武久芳三
- 撮影 - 山岸長樹
- 音楽 - 広瀬健次郎
- 照明 - 井上孝二
- 録音 - 野津裕男
- 美術 - 富田治郎
- 編集 - 堀池幸三
- 助監督 - 俵坂昭康

## 同時上映
- 不良姐御伝　猪の鹿お蝶
- 原作 - 凡天太郎
- 脚本 - 掛札昌裕、鈴木則文
- 監督 - 鈴木則文
- 主演 - 池玲子